# Wspólnota administracyjna Gottmadingen
Wspólnota administracyjna Gottmadingen – wspólnota administracyjna (niem. Vereinbarte Verwaltungsgemeinschaft) w Niemczech, w kraju związkowym Badenia-Wirtembergia, w rejencji Fryburg, w regionie Hochrhein-Bodensee, w powiecie Konstancja. Siedziba wspólnoty znajduje się w Gottmadingen.
Wspólnota administracyjna zrzesza trzy gminy wiejskie:
- Büsingen am Hochrhein, 1 396 mieszkańców, 7,62 km²
- Gailingen am Hochrhein, 3 084 mieszkańców, 13,17 km²
- Gottmadingen, 10 253 mieszkańców, 23,59 km²